# Le città di mare
Le città di mare è un album di musica popolare di Eugenio Bennato del 1989.

## Tracce
1. Le città di mare - con Edoardo Bennato
2. Tanto tempo fa
3. Anche tu
4. Le città del sogno
5. Mediterranea - (strumentale)
6. Solo noi
7. No tengo mas que darte
8. Fra due deserti
9. Gioco dell'Amore
10. Frammento

## Formazione
- Eugenio Bennato – voce, chitarra classica, chitarra battente
- Erasmo Petringa – basso, contrabbasso
- Angelo Cioffi – tastiera, pianoforte
- Sabatino Romano – batteria
- Arnaldo Vacca – percussioni
- Claudio Pizzale – sax
- Monica D'Alessandro – cori